# York, South Carolina

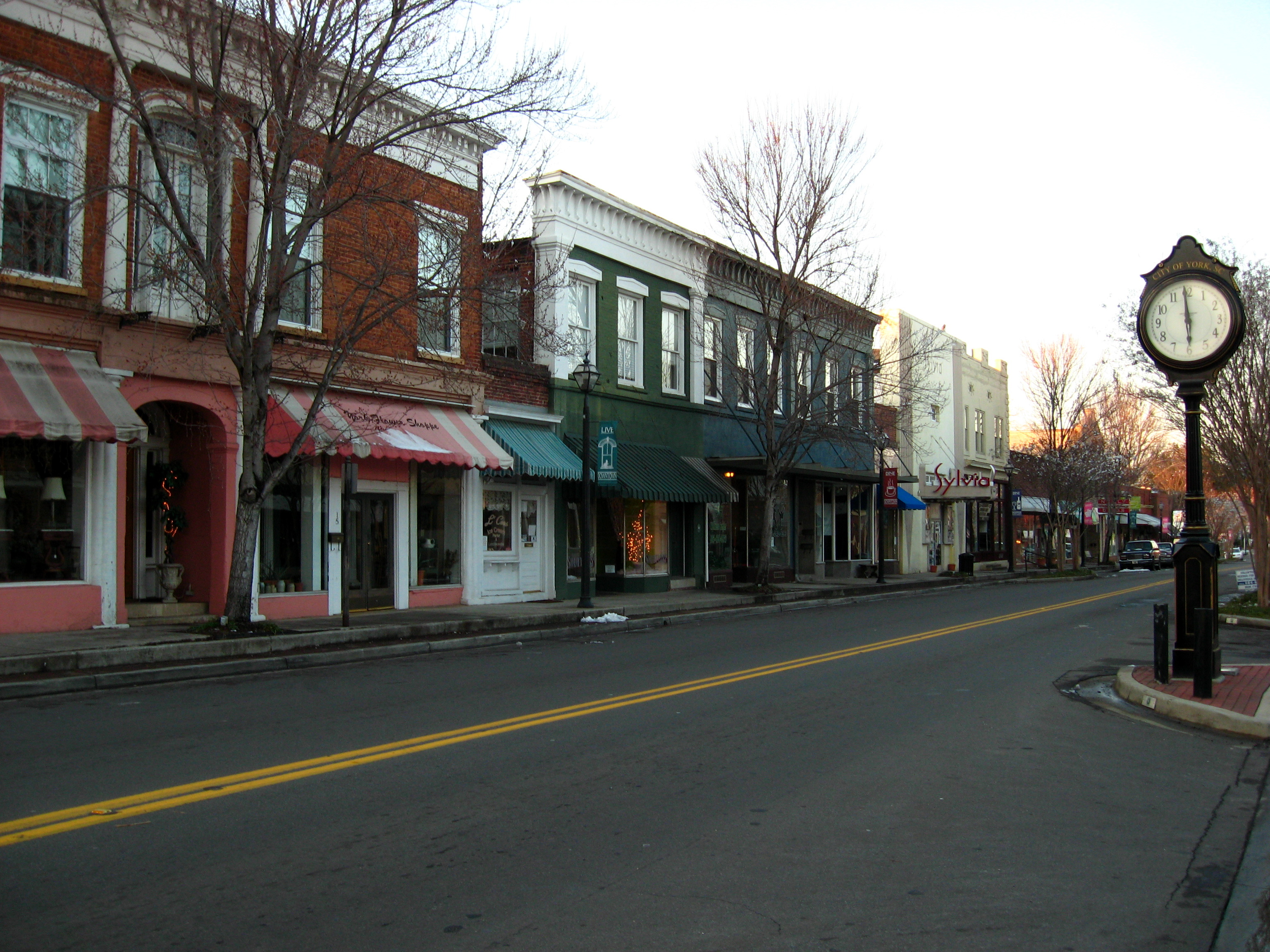
Trung tâm thành phố York

York là một đô thị, quận lỵ quận York, tiểu bang Nam Carolina, Hoa Kỳ. Theo kết quả điều tra dân số năm 2000 của Cục điều tra dân số Hoa Kỳ, thành phố này có dân số 8,503 người.
Thành phố này có tổng diện tích là 22.27 km².